# Krasnyj (obwód astrachański)
Krasnyj (ros. Красный) – osiedle w Rosji, w obwodzie astrachańskim, w rejonie wołodarskim. W 2010 liczyło 173 mieszkańców, głównie Kazachów.